# 최용준 1집
《최용준 1집》은 최용준의 1집 정규 앨범이다.

## 곡 목록
- Side A

1. 목요일은 비, 작사:김우진, 작곡:김우진, 편곡:김영배, 길이 4:30
2. 야윈새에게, 작사:김우진, 작곡:김우진, 편곡:김우진, 길이 4:21
3. 지난계절의 사랑, 작사:박병규, 작곡:박병규, 편곡:김영배, 길이 4:38
4. Good Bye Today 작사:최용준, 작곡:김우진, 편곡:김우진, 길이 4:35

- Side B

1. 아마도 그건, 작사:박병규, 작곡:박병규, 편곡:김영배, 길이 3:51
2. 에덴의 동쪽, 작사:한은준, 작곡:한은준, 편곡:김우진, 길이 3:32
3. 고백, 작사:박병규, 작곡:박병규, 편곡:김영배, 2:56
4. 이별 그리고 그후에, 작사:박병규, 작곡:박병규, 편곡:김영배, 길이 3:47
5. 마지막이야, 작사:한은준, 작곡:한은준, 편곡:김영배